# Мијо Мандић
Мијо Мандић (Каћмар, Мађарска 12. септембар 1857 — Суботица, 9. јануар 1945) је био приповедач и велики буњевачки родољуб и покретач листа „Невен”.

## Биографија
Мијо Мандић је рођен 12. септембра 1857. године у сиромашној сељачкој породици у Каћмару који се налази 30 km од града Баје у Мађарској. Своје школовање је почео у родном месту, а наставио је у Калочи (мађ. Kalocsa), где га је потпомагао бискуп Иван Антуновић, велики буњевачки родољуб и културни прегалник.
1873. године Мијо Мандић се на наговор бискупа Антуновића уписао на Учитељску школу у Калачи коју завршава са одличним резултатом.
1876. постаје учитељ у месту Бођанију (код Бача).
Од 18. августа 1878. године прелази у Гару, близу Баје, где постаје учитељ буњевачке школе. Овде ускоро оснива Буњевачку читаоницу. У Гари упознаје своју будућу супругу Павку Карагић са којом се оженио 1881. године. Овде је 1880. написао и издао два уџбеника: „Природопис, природословље и словница“ и „Земљопис, повистница и уставословље“
1883. издаје „Буњевачко-мађарски ричник“ и „Мађарско-буњевачки ричник“ са око 10.000 речи, чији примерци нису сачувани. Исте године му умире супруга и прворођенче. Мијо Мандић се тада сели у родни Каћмар.
Исте године један је од оснивача и покретача календара „Буњевачко-шокачка Даница“.
Након година проведених ван куће, 1883. године служба га је одвела назад у Каћмар. И овде је основао Читаоницу.
У Каћмару је учитељевао од 3. априла 1883. Овде уређује свој лист "Невен“ који се појављује у Баји. Први примерак овог месечника изашао је 15. јануара 1884. штампан икавицом и латиничким писмом. Мандићев „Невен“ касније постаје недељник, а после Првог светсклог рата дневни лист на буњевачком говору српског језика.
Од 30. октобра 1892. Мијо Мандић постаје учитељ у оближњој Суботици, где ће ускоро издати у два маха молитвеник „Небеском јањешце за буњевачки и шокачки нараштај“.
После распада Аустроугарске и уласка победничке српске војске у Суботицу 13. новембра 1918. Мијо Мандић постаје школски надзорник и просветни референт градског савета Суботице.
1923. одлази у пензију и постаје управник Градске библиотеке и музеја у Суботици. На овој функцији остаје до 1932. године.
1933. године Мијо Мандић постаје почасни грађанин града Суботице. Учествовао је у оснивању Буњевачке просветне матице.
1934. године Мијо Мандић издаје „Прави буњевачки календар“ у Суботици. Уређивао га је и 1935. и 1936. године.
Година 1941. је донела период испуњен испитивањима, ухођењем и кућним притвором, и тек што су прошли умире 9. јануара 1945. године у Суботици где је и сахрањен.

## Фондација Мијо Мандић
У Суботици је основана Фондација Мијо Мандић. Фондацију је основао Национални савет буњевачке националне мањине.